# Vítek Vaněček
Vítek Vaněček (ur. 9 stycznia 1996 w Havlíčkovym Brodzie, Czechy) – czeski hokeista, gracz NHL, reprezentant Czech.

## Kariera klubowa
- HC Bílí Tygři Liberec (2013 - 15.07.2014)
- Washington Capitals (15.07.2014 - 19.07.2022)
  -  HC Benátky nad Jizerou (2014 - 2015)
  -  Hershey Bears (2015 - 2019)
  -  South Carolina Stingrays (2015 - 2016, 2017 - 2018)
- New Jersey Devils (19.07.2022 -

## Kariera reprezentacyjna
- Reprezentant Czech na MŚJ U-18 w 2014
- Reprezentant Czech na  MŚJ U-20 w 2015
- Reprezentant Kanady na MŚJ U-20 w 2016

## Sukcesy
Reprezentacyjne
- Srebrny medal z reprezentacją Czech na MŚJ U-18 w 2014